# جيمي ماير
جيمي ماير (بالإنجليزية: Jamie Mayer)‏ هو لاعب اتحاد الرغبي بريطاني، ولد في 16 أبريل 1977 في إدنبرة في المملكة المتحدة.

## وصلات خارجية
- جيمي ماير عل موقع إسبنسكروم (الإنجليزية)